# Gambacorta Peak
Il Gambacorta Peak (in lingua inglese: Picco Gambacorta) è un picco roccioso antartico, alto 1.840 m, situato 7 km a est del Monte Kaschak, nella parte meridionale del Neptune Range, nei Monti Pensacola in Antartide.
Il picco roccioso è stato mappato dallo United States Geological Survey (USGS) sulla base di rilevazioni e foto aeree scattate dalla U.S. Navy nel periodo 1956-66.
La denominazione è stata assegnata dall'Advisory Committee on Antarctic Names (US-ACAN) in onore del capitano Francis M. Gambacorta, comandante della nave USS Wyandot che trasportò il gruppo che si stabilì alla Stazione Ellsworth all'inizio dell'Anno geofisico internazionale. Le operazioni scarico del materiale alla Piattaforma di ghiaccio Filchner-Ronne ebbero inizio il 29 gennaio 1957.